# Arthur J. Nascarella
Arthur J. Nascarella (Contea di Suffolk, 18 novembre 1944) è un attore statunitense.

## Biografia
Italoamericano, nato nella Contea di Suffolk, Nascarella è stato vent'anni nel New York City Police Department.
Come caratterista, al cinema e in televisione ha interpretato principalmente ruoli di criminali o poliziotti. Attivo sul grande schermo solo in età matura (a 50 anni, la prima partecipazione è del '94), ha lavorato con ruoli incisivi soprattutto in Cop Land e in molti ruoli minori di film di Spike Lee. In tv è ricordato per la partecipazione nel ruolo di Carlo Gervasi alla serie televisiva I Soprano (dal 2002 al 2007).
Dal 2004 è sposato con Vickie Esther Thaw.

## Premi e riconoscimenti
- 1 Screen Actors Guild Awards, 2007, all'intero cast de I Soprano.

## Filmografia parziale

### Cinema
- Clockers, regia di Spike Lee (1995)
- Girl 6, regia di Spike Lee (1996)
- Cop Land, regia di James Mangold (1997)
- He Got Game, regia di Spike Lee (1998)
- Nemico pubblico, regia di Tony Scott (1998)
- Al di là della vita (Bringing Out the Dead), regia di Martin Scorsese (1999)
- Summer of Sam, regia di Spike Lee (1999)
- Bamboozled, regia di Spike Lee (2000)
- La maledizione dello scorpione di giada (The Curse of the Jade Scorpion), regia di Woody Allen (2001)
- Kate & Leopold (2001)
- Solitary Man (2009)
- 40 carati, regia di Asger Leth (2012)

### Televisione
- X-Files (The X-Files) – serie TV, episodio 9x12 (2002)
- I Soprano (The Sopranos) - serie TV, 28 episodi (2002-2007)
- Billions - serie TV, 11 episodi (2016-2021)

## Doppiatori italiani
Nelle versioni in italiano delle opere in cui ha recitato, Arthur J. Nascarella è stato doppiato da:
- Dario De Grassi in X-Files
- Massimo Milazzo in I Soprano
- Domenico Crescentini in Person of Interest
- Giorgio Favretto in Billions (st. 1-2)
- Giorgio Lopez in Billions (st. 3-4)
- Stefano Oppedisano in Billions (st. 5)
- Carlo Valli in Blue Bloods
- Elio Zamuto in Your Honor